# Rius de Menerbés
Rius de Menerbés (en francès i oficial Rieux-Minervois) és un municipi de França de la regió d'Occitània, al departament de l'Aude. L'1 de gener del 2022 tenia 1.966 habitants.